# Zerstörer
Zerstörer ([ʦɛɐ̯ˈʃtøːʀɐ], ~"церштьорер", нім. букв. «руйнівник») — це багатоцільовий бойовий літак, який був задуманий напередодні і під час ІІ світової війни як винищувач бомбардувальників (перехоплювач).
Для цього літак мав винятково потужне курсове озброєння, його виготовляли більшим за звичайний винищувач, як правило, двомоторним, із великим радіусом дії (практичною дальністю) і високою практичною стелею польоту. Відтоді, як удалося поліпшити одночасно потужність двигуна і озброєння бойового літака, більшість країн втратили інтерес до цього типу літака. Навіть невеликі винищувачі змогли нести досить вогневої потужності, бути достатньо швидкими і мати значний радіус дії, аби ефективно протистояти ворожим бомбардувальникам. Це відповідає дійсності і сьогодні.

## Німецький Zerstörer

### Походження

##### Термін
Поняття «Zerstörer» (букв. «руйнівник») походить від однойменного морського бойового судна (англ., фр. destroyer, ісп. destructor, поль. niszczyciel, чесь. razarač тощо), яке у європейській традиції є швидким і маневреним кораблем із великим радіусом дії, що ніс на борту засоби великої вогневої потужності. Задуманий він був наприкінці ХІХ ст. як terpedo boat destroyer (англ., букв. «руйнівник (знищувач) торпедних кораблів») Ці маневрені, озброєні гарматами середнього і близького радіуса дії, кораблі мали захищати неповороткі основні бойові одиниці флоту, насамперед, лінкори і крейсери від небезпеки маленьких торпедних човнів чи катерів, озброєних потужними торпедами. Однієї-двох торпед вистачало, щоб вивести із ладу чи потопити велетенське броньоване судно, завдавши колосальних збитків флотові.
«Руйнівники» із часом також озброїли торпедами за аналогією із торпедними катерами і застосували для завдання удару по основних бойових суднах під час бою ескадр (катери не могли діяти далеко від берега). Ефект був приголомшливий: групка із двох-трьох «руйнівників» успішно атакувала поранений чи зв'язаний боєм лінкор торпедами і ефективно топила його. Німці і британці прославилися також успішними атаками груп цих кораблів на поодинокі крейсери. З початку ХХ століття знищення великих броньованих і важкоозброєних кораблів стало основним завданням цього типу кораблів. У нашій мові для позначення цього класу бойових суден є калька «есмінець»: у Росії цей корабель застосовували виключно для екскорту транспортів чи лінкорів, а також для боротьби із підводними човнами із допомогою мін (глибинних бомб). Мінами (саморухомими мінами) пізніше в Росії стали називати торпеди. Звідси і походить назва «міноноска» і «ескадрений міноносець»(есмінець). І все ж таки, у російській традиції есмінець — це службовий клас бойових кораблів, зосереджений в основному на захисті і екскорті інших суден. Тому термін «есмінець» некоректно ставити у відповідник німецькому термінові Zerstörer, щоб уникнути плутанини.

##### Історія застосування
Німецькі «руйнівники»-Zerstörer, особливо під час І-ї світової війни були досить самостійним класом бойових кораблів, що завдавали значної шкоди ворожому флотові. У міжвоєнний період і під час ІІ-ї світової війни коло вторинних задач суден типу Zerstörer значно розширилося, включаючи протиповітряну і протичовнову оборону, що стало можливим унаслідок ефективного впровадження радара, перетворюючи цей тип у ефективне багатоцільове судно. Ще одним фактором, який зумовив основну спеціалізацію класу Zerstörer як самостійного судна атакувального плану (поряд із підводними човнами), були наслідки Версальського миру, який забороняв німцям мати бойовий флот. На практиці було неможливо було відновити необхідну кількість великих бойових кораблів типу крейсер чи лінкор аж до самого кінця війни, тому більшість бойових задач флоту було покладено на судна типу Zerstörer.
На час формування концепції бойового літака типу Zerstörer однойменний бойовий корабель спеціалізувався на атаках великих бойових кораблів, що і вплинуло на ідею розроблення «винищувача бомбардувальників» (аналогів морських крейсерів чи лінкорів).

### Призначення

#### Проектування і розробка
Улітку 1933 р. щойно відтворений штаб тоді ще секретних Люфтваффе провів дослідження напрямів розвитку бойової авіації — і тенденцій у зміні теорії ведення повітряної війни. Метою цього було визначити нові конструктивно-бойові вимоги до перспективних літаків. Другою метою цих досліджень було виробити нову тактику застосування авіації.
Перехід від біпланів до монопланів як основного типу літаків, переоснащення озброєння літаків, технічний прогрес у царині моторобудування і аеродинаміки сприяло переосмисленню ролі авіації від другорядної і допоміжної до стратегічної і осовної ударної сили. Контроль у небі став пріоритетом у теорії ведення воєнних кампаній. Бомбардувальник став ключовим гравцем на полі бою. Знищення військових підприємств, складів, великого скупчення військ тощо численною групою дальніх (чи стратегічних) бомбардувальників — стало фактором стратегічного планування кампаній. Ефективна підтримка наземних військ штурмовою чи тактичною авіацією, що стала нести великий бомбовий запас — стала ефективною практикою у порівнянні із І-ю світовою. Висока швидкість, значна практична стеля польоту і великий радіус дії (на додачу із відсутністю ефективної системи сповіщення про загрозу авіаудару) уможливило практичну безкарність авіанальотів. Звичайні винищувачі уже не змогли ефективно протистояти бомбардувальникам. Одним із результатів усього цього було зародження концепції «мисливця на бомбардувальники» (у подальшому — основної концепції Люфтваффе). Під «мисливцем» у 30-х роках розуміли дводвигуновий багатоцільовий літак із потужним курсовим стрілецьким озброєнням, оснащеним турелями зі стрільцями для самозахисту. За умови налагодженої системи телефонного (телеграфного) сповіщення, такий літак мав достатньо часу на перехоплення ескадр бомбардувальників іще до того, як вони вийдуть на бомбометання. Додатково такий літак мав би виконувати функції як швидкісного бомбардувальника, так і екскортного винищувача, перехоплювача, розвідника і штурмовика.
Після обговорення із авіабудівниками ідея «мисливця» викристалізувалася у цельнометалевий (дво-)трихмісний літак із шасі, що забирається. Серед фірм, які працювали над цим проектом, були «Фокке-Вульф» (Fw.57), «Байерише флюгцойгверке» (Bf.110) і «Хеншель флюгцойгверке» (Hs.124).
1934-го року Імперське міністерство авіації (RLM) оголосило вимоги для прототипу Kampfzerstorer (нім., букв.: «бойовий руйнівник», анг. «Bomber destroyer»), тактичного багатоцільового винищувача бомбардувальників/бомбардувальника, а також для концепції можливої предтечі для німецького швидкісного бомбардувальника. Кожній із фірм було замовлено збудувати для випробувань по три прототипи своїх літаків.
1934-го року Імперське міністерство авіації (RLM) оголосило вимоги для прототипу Kampfzerstorer (нім., букв.: «бойовий руйнівник», анг. «Bomber destroyer»), тактичного багатоцільового винищувача бомбардувальників/бомбардувальника, а також для концепції можливої предтечі для німецького швидкісного бомбардувальника. Компанія «Focke-Wulf» запропонувала концепт Fw 57, фірма «Messerschmitt» створила модель Bf 110 і «Henschel» подав на розгляд прототип Hs 124.
Слід визнати, що розвиток літаків типу Zerstörer започаткували тактичні вимоги Рейхсверу, які було затверджено в жовтні 1932 під назвою «Rüstungsflugzeug II»: це мав бути броньований літак із одним двигуном, з функціями двомісного винищувача, розвідника і легкого бомбардувальника. Ці вимоги базувалися на досвіді  Першої світової війни, зокрема з досвіду застосування таких літаків, як Брістоль F.2 (винищувач) і були обґрунтовані випробовуваннями нової конструкції літака Junkers K47.
1934-го року Імперське міністерство авіації (RLM) оголосило вимоги для прототипу Kampfzerstorer (нім., букв.: «бойовий руйнівник», ~"винищувач бомбардувальників", анг. «Bomber destroyer»), тактичного багатоцільового винищувача/бомбардувальника, а також для концепції можливої предтечі для німецького швидкісного бомбардувальника. Літак типу Zerstörer (початково Kampfzerstorer) задумувався як перехоплювач бомбардувальників, оскільки напередодні ІІ сітової війни звичайні винищувачі були озброєні малопотужними вогневими засобами і мали дуже обмежений радіус дії. На практиці ж Zerstörer використовувався перш за все як важкий винищувач для знищення інших літаків, але також міг виконувати інші завдання, такі як повітряна розвідка або атака наземних цілей, у тому числі штурмовка. Літак проектували виключно для денних операцій, тому його слід відрізняти від категорії нічних винищувачів.
Першим прототипом цього літака стали три екземпляри Focke-Wulf Fw 57, які інтенсивно проходили випробування. Однак, уже на поч. 1936-го Імперське міністерство авіації змінило свою початкову концепцію Kampfzerstorer, яка включала вимоги одночасно багатоцільовості, тобто співіснування штурмового і бомбового оснащення, фюзеляжних потужних гармат і наявність кормової турелі із такою ж автоматичною гарматою. Такі різнопланові і взаємовиключні вимоги дуже переобтяжили прототип Fw 57, зробивши його малоефективним через низьку маневреність і величезний розмір: довжина літака становила 16,4 м, а розмах крил — 25,0 м.
Цю концепцію облишили на користь простішої концепції Zerstörer, втіленої в Bf 110: тут початково відмовилися від задніх турелей і бомбового навантаження на користь маневреності. Zerstörer Bf 110E було введено у стрій з 1 травня 1939 року. Однак, надалі термін спеціально виключав захисну роль як анти-бомбардувальника (залишаючи цю функцію для легких винищувачів), і передбачав виконання функцій важкого винищувача для наступальних місій: супроводу бомбардувальників, протистояння винищувачам на далеких відстанях і штурмовку.

### Концепція «супроводжувача бомбардувальників»
1934 було розроблено нову концепцію «Rüstungsflugzeugs III». Термін Zerstörer було визначено для двомоторного винищувача, оснащеного гарматним озброєнням, які повинні були супроводжувати бомбардувальники і боротися із ворожими перехоплювачами. Завданням цього типу літаків був ескорт для бомбардувальників і боротьба з перехоплювачами (легкими винищувачами) супротивника. Фактично, на Zerstörer було покладено функції важкого винищувача, яких до цього часу не потребувала Німеччина. Оскільки важкий винищувач програє у маневеності звичайному винищувачеві, було передбачено укомплектувати Zerstörer рухомою туреллю, яка могла стріляти по прямій і вгору під певним кутом. З огляду на брак виробничих можливостей того часу, поєднавши усі вимоги в одній машині, отримали літак розміром із легкий бомбардувальник.
Пріоритетними вимогами до літака були:
1. Швидкість (400 км/год на 6 км висоти)
2. Радіус дії (2000 миль)
3. Скоропідйомність (6,7м/с або 15 хв до 6 км)
4. Маневреність

## Zerstörer (багатоцільовий бойовий літак) у інших країнах
У Франції на початку 1930-х існувала концепція двомоторного багатоцільового літака (Програма BCR). Розробляли спочатку як аналог німецькому типу Zerstörer: винищувача бомбардувальників, а потім змінили призначення в багатоцільовий літак з функціями бомбардувальника, важкого винищувача, розвідки тощо.
Bell YFM-1 Airacuda була американською версією Zerstörer як винищувач бомбардувальників. Літак розроблювала фірма «Bell Aircraft Corporation» (перший бойовий літак фірми) протягом середини 1930х. Мав початкову назву «Bell Model 1»; Airacuda уперше злетіла в небо 1 вересня 1937 року. Airacuda мав ряд сміливих дизайнерських рішень і безліч конструктивних вад, які, зрештою і спричинили закриття програми. Сформували лише одну ескадрилью.
Більш удалою версією американського Zerstörer як багатоцільового літака був Lockheed P-38 Lightning. Задумували цей літак як «перехоплювач», що має завданням «тактичну місію з перехоплення і знищення ворожих літаків на великих висотах». Однак, ранні моделі мали незначний кут крену, що ускладнювало його використання саме як винищувач бомбардувальників. На практиці машину було швидко перекваліфіковано в літак багатоцільового призначення: бомбометання з пікірування, бомбометання с горизонтального польоту, ударів по наземним цілям курсовим озброєнням, проведення нічних операцій, фоторозвідки тощо.
Особливо часто його використовували як винищувач супроводу великої дальності(для цього під крила кріпили відкидні баки), як і німецький Zerstörer Bf 110.